# Lithocarpus corneus
Lithocarpus corneus är en bokväxtart som först beskrevs av João de Loureiro, och fick sitt nu gällande namn av Alfred Rehder. Lithocarpus corneus ingår i släktet Lithocarpus och familjen bokväxter.

## Underarter
Arten delas in i följande underarter:
- L. c. angustifolius
- L. c. corneus
- L. c. fructuosus
- L. c. hainanensis
- L. c. rhytidophyllus
- L. c. zonatus